# Дханвантарі

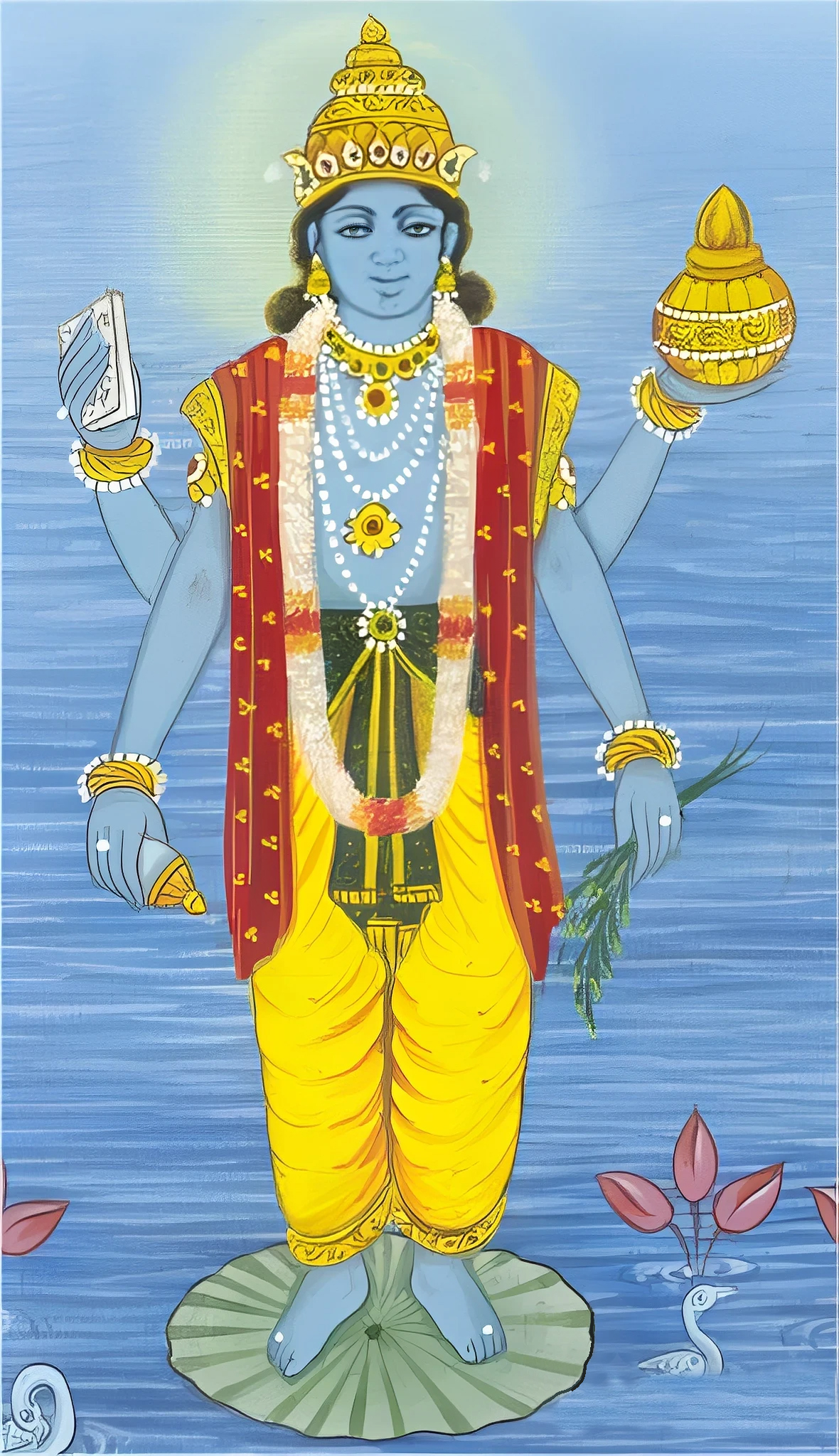
Зображення Дханвантарі з цілющими травами та посудиною амріти в руках

Дханвантарі або Дханвантарін — бог-лікар в індуїзмі, вважається покровителем Аюрведи. Дханвантарі — аватара Вішну, згадується у Бгагавата-пурані та інших індуїстських писаннях. Він вважається основоположником Аюрведи й пов'язаний з молитвами про здоров'я. Йому приписують володіння знаннями в галузі хірургії, лікування травами, антисептичних властивостей куркуми, здатності солі заліковувати рани.

## Пурани про Дханвантарі
Бгагавата-пурана так говорить про народження Дханвантарі:

| Потім, о царю, коли сини Кашьяп - демони та напівбоги - знову почали збивати Молочний океан, побачили вони чудову людину. Міцний і сильний, з довгими руками, він відрізнявся могутньою статурою. Шия Його, зазначена трьома смугами, нагадувала мушлю. Його очі були рожевими, а тіло - темним. Він був дуже юний, Його прикрашали гірлянди, а все Його тіло було прибрано коштовностями. На Ньому був жовтий одяг і сережки з яскраво сяючих перлів. Кінчики Його волосся були умащені маслом. Його широкі плечі та інші риси говорили про те, що Він має силу й міцний, як лев. На Ньому були браслети, а в руці Він тримав глечик, по вінця наповнений нектаром. Це був Дханвантарі, часткове втілення Вішну. Він знав науку лікування і як один з напівбогів був наділений правом отримувати свою частку під час жертвоприношень. |
Дханвантари — лікар богів, зображуваний в білому одязі, з чашею з напоєм амріта, що наділяє безсмертям.
Відомий давньоарійський переказ говорить про бога лікування Дханвантарі, який 25 тисячоліть тому приніс на Землю мудрість Аюрведи. Було передбачено, що Дханвантарі знову втілиться на Землі. Він приходитиме кожен раз, коли люди, забувши свою справжню природу і природний закон існування, почнуть потерпати через хвороби.
Дханвантарі був найпершим лікарем і хірургом не тільки в Індії, але і на всій земній кулі.
Лікування його базувалося на постулатах ведичних знань і традицій.
Бувши майстерним і досвідченим лікарем за стандартами його часу, його вважають основоположником сучасної медицини та пластичної хірургії. Хоча, його методи були на багато болючіше сучасних, і використовувалися в крайніх випадках, наприклад при важких пораненнях на війні.
Всі його операції проводилися без анестезії та, попри ці грубі й незрілі методи, його пацієнти, як правило, завжди зцілювалися.
Існує думка, що він є першим вчителем Суршрута, батька Аюрведичної хірургії.
В Індії відмічають свято Дханвантарі Джаянті — День народження Дханвантарі (у 2013 р. припадає на 1 листопада). У цей день традиційно проводиться Ведична церемонія для здоров'я і довголіття.

## Легенда
Минуло безліч століть, і Дханвантарі втілився як раджа Діводаса, народившись в царській родині у святому місті Бенарес (Варанасі). Одного разу до домівки Діводаси прийшли Вайтарана, Сушрута, Каравірья та інші мудреці, і сказали: «Наші серця занурені в печаль побачивши людей, які потерпають через фізичні та розумові хвороби. Щоб вигнати хвороби й повернути їм здоров'я і добробут, для блага всіх живих істот, навчи нас Аюрведи, знанням якої ти володієш досконало. Ми готові стати твоїми відданими учнями». І Діводаса відповів: «Заходьте, будьте моїми синами, і я навчу вас. Бо я, Дханвантарі, що визволив живих істот від старості, хвороб і смерті, знову з'явився на Землі для того, щоб відкрити вам серед інших гілок Аюрведи Шалья-чікітсу». (Сушрута самхита, Сутрастхана, 1.13-14, 22).
Міф говорить про те, як Діводаса передав знання своїм учням, розділивши його на вісім частин для того, щоб його легше було запам'ятати. Його учні, які називали себе Дханвантар'ї або послідовники Дханвантарі, розвинули і сформулювали в канонах знання, отримане від свого вчителя. Найкращим серед Дханвантар'їв був Сушрута, про мудрість і майстерність якого складені легенди. Він склав трактат, текст якого спочатку передавався з уст в уста, від вчителя до учня. Минуло безліч століть, і пам'ять людська почала слабшати. Тоді текст почали записувати під ім'ям його першого укладача. Фрагменти цих шлок і згадки про них можна зустріти в більш пізніх працях коментаторів. І лише на рубежі I—II століття н. е. була відновлена, записана, відредагована і доповнена «Сушрута Самхита», яка доступна сучасному читачеві. Наступником древнього знання став інший Сушрута, який походив з родини потомствених Вайда і названий батьками на честь великого учня Дханвантарі.
Сушрута Молодший був незвичайною особистістю. Умілий лікар, глибокий філософ, талановитий наставник, чудовий літератор, він не тільки відновив «Сушрута Самхита», але і заснував школу, в якій сотні учнів опановували науку Шалья-чікітси. Існує безліч історичних свідчень того, що школа Сушрути славилася далеко за межами Індії. Сушрута досконало виклав анатомію і фізіологію людини, описав причини та механізми розвитку 1200 різних захворювань, детально розробив понад 300 складних операцій, заклав основи гірудо- і голкотерапії, задовго до Гарвея описав циркуляцію крові, задовго до І. Павлова — секрецію шлункових соків, за багато століть до Е. Дженера — спосіб щеплення проти віспи. Безліч положень трактату Сушрути лише недавно було відкрито і визнано сучасною наукою. Можна лише припускати, скільки століть тому були створені інструменти та розроблено методи, за допомогою яких проводилися видалення катаракти, каменерозсікання і кесарів розтин, лапаротомія і пластичні операції з відновлення покалічених носів, вух і губ. І саме «Сушрута Самхіта» вважають трактатом, найбільш точно передає «Дханвантарі самхита» — найперше, початкове джерело Аюрведи.

## Мантра
Промовлення Дханвантарі Гаятрі мантри збільшує цілющу силу лікарських рослин, ароматичних масел, мінералів і зборів цілющих трав. Деякі майстри Аюрведи стверджують, що коли Дханвантарі гаятрі мантру прочитати 21 разів навіть над звичайною водою, така вода стане нектаром, здатним зцілити найважчі недуги, а якщо щодня повторювати цю мантру 108 разів, то можна знайти здатність зцілювати дотиком, поглядом і словом.
om väsudeväya vidmahe vaidyaräjäya dhimahi |
tanno dhanvantrih procodayät